# Wrightella tongaensis
Wrightella tongaensis is een zachte koraalsoort uit de familie Melithaeidae. De koraalsoort komt uit het geslacht Wrightella. Wrightella tongaensis werd in 1908 voor het eerst wetenschappelijk beschreven door Kükenthal. 